# PGC 214447
LEDA/PGC 214447 ist eine Galaxie im Sternbild Herkules am Nordsternhimmel, die schätzungsweise 639 Millionen Lichtjahre von der Milchstraße entfernt ist. Im selben Himmelsareal befinden sich u. a. NGC 6032, NGC 6035, NGC 6052, NGC 6064.